# Lille firplettet glansløber
Lille firplettet glansløber (Bembidion quadrimaculatum) er en billeart i gruppen glansløbere i slægten Bembidion. Billen forekommer almindeligt i Danmark. Linnaeus gav den dens videnskabelige navn i 1761. Glansløberen er observeret i det østlige Danmark: Sjælland, Fyn, Østjylland og flere øer.
Den lille firplettede glansløber æder løgmaddiker (Delia antiqua). Den kan fortære op til 25 om dagen.
Læg mærke til at der er en art med lignende navn: Firplettet glansløber (Bembidion tetragrammum).